# Éric Assadourian
Pour les articles homonymes, voir Assadourian.
Éric Assadourian (en arménien : Էրիկ Ասադուրյան) est un footballeur français qui a joué pour la sélection arménienne. Il est né le 24 septembre 1966 à Saint-Maurice en France. Il évoluait au poste d'ailier.

## Carrière de joueur
Formé du côté de l'INF Vichy, Éric Assadourian débute en 1985 alors en troisième division et réalise une saison pleine d'espoir si bien qu'il va vite connaître la Division 1 en août 1986 avec le Toulouse FC. Après un début de championnat correct mais peu efficace, il est prêté en Division 2 à l'EA Guingamp pour la deuxième partie de la saison.
À son retour, il a un statut plus important avec le TFC les deux saisons suivantes. Mais il va vite s'envoler pour Lille, son club de cœur, en 1990. C'est là-bas qu'il fait la plus grande partie de sa carrière, il connaît même durant ce laps de temps l'équipe de France A', mais la qualité de l'effectif s'amoindrit au fil du temps obligeant le LOSC à jouer le plus souvent le maintien.
Sa régularité donne envie à l'OL de Jean-Michel Aulas de l'enrôler pour la saison 1995-1996. Titulaire aux côtés de l'attaquant star lyonnais Florian Maurice, il y fait de très bonnes performances comme en Coupe UEFA contre la Lazio de Rome en faisant une passe décisive et en marquant un but sur l'ensemble des deux matchs en 1995 ou bien encore en Coupe de la Ligue arrivant jusqu'en finale.
Malgré tout, Aulas ne songe pas à lui pour l'avenir du club et le laisse partir pour la saison 1996-1997 à l'EA Guingamp où il est vite blessé puis rétrogradé avec la réserve. Bien que très efficace avec l'équipe B, il ne joue que 9 matchs en D1 et ne marque qu'un seul petit but cette saison-là, ne participant même pas à la finale de Coupe de France.
En 1997-1998, il commence la saison avec l'EA Guingamp et remporte la Coupe Intertoto mais il est inutilisé en D1.
L'envie de jouer le pousse alors à repartir pour la D2 dans le modeste club de Louhans-Cuiseaux en octobre 1997. Le joueur se relance et forme avec Jérôme Lempereur une attaque efficace, mais malgré un statut de buteur retrouvé et une saison plus que satisfaisante (35 matchs, 8 buts et 6 passes décisives), il ne parvient pas à sauver le club de la relégation en National.
La saison d'après en 1998-1999, il part pour Beauvais où il est aussi efficace, signant même sa saison la plus prolifique en buts (13 buts et 5e au classement des buteurs). Toutefois l'exercice 1998/1999 est difficile, car le club finit 20e de D2, et la sélection arménienne le boude (voir plus bas).
En 1999-2000, il part pour le seul club pro d'origine arménienne : l'ASOA Valence. Tantôt milieu offensif, tantôt attaquant, sa saison est une fois encore difficile car Valence est relégué en National. Il suit pourtant le club dans cette division, et marque 6 buts lors de la saison 2000-2001 tout en faisant un bon parcours en Coupe de la ligue et en Coupe de France. Il raccroche à l'issue de cette saison.
En 2022, le magazine So Foot le classe dans le top 1000 des meilleurs joueurs du championnat de France, à la 532ème place.

## L'équipe d'Arménie
Assadourian est de nationalité française mais d'origine arménienne : son grand-père y est né avant d'émigrer en France. Après avoir fréquenté l'équipe de France Espoirs entre 1986 et 1987 et l'équipe de France A' en 1994, il accepte en 1996 de revêtir le maillot de la sélection arménienne dans le cadre des qualifications pour la Coupe du monde 1998. La fédération arménienne obtient pour cela une dérogation auprès de la FIFA. La condition était de ne plus avoir évolué avec les Bleus après mars 1993, ce qui était son cas. Assadourian bénéficie alors d'un passeport diplomatique.
Durant ces qualifications, il est un des grands artisans de la place de l'équipe dans son groupe (4e) dans lequel la formation signe une victoire historique contre l'Irlande du Nord, puis contre l'Albanie. En outre, Assadourian marque 3 buts dans ce groupe dont un contre le Portugal de Luís Figo.
L'arrivée du sélectionneur Souren Barseghian pour les qualifications de l'Euro 2000, entraîne la déchéance de l'équipe par ses choix d'hommes et de tactiques et de nombreux joueurs refusent de venir en équipe nationale, comme Assadourian.
Le 31 mars 1999, quelques heures avant le match France-Arménie, l'entraîneur apprend au joueur qu'il est sur le banc. Éric Assadourian, jusqu'alors capitaine de la sélection, décline l'idée et indique que, dans ce cas-là, mettre un jeune joueur serait préférable pour préparer l'avenir de la sélection.
Après ce refus, Souren Barseghian ne fait plus appel au joueur.

## Palmarès en tant que joueur
- Finaliste de la Coupe de la Ligue en 1996 avec l'Olympique lyonnais
- Vainqueur de la Coupe Intertoto en 1996 avec l'En Avant de Guingamp
- Finaliste de la Coupe de France en 1997 avec l'En Avant de Guingamp

## Statistiques (joueur)
- 12 sélections et 3 buts avec l'équipe d'Arménie entre 1996 et 1998
- 1 sélection en équipe de France A'
- 3 sélections en équipe de France espoirs
- 278 matchs et 38 buts en Division 1
- 113 matchs et 28 buts en Division 2
- 28 matchs et 5 buts en National (D3)
- 8 matchs et 1 but en Coupe UEFA
- 6 matchs et 1 but en Coupe Intertoto

## Carrière en tant qu'entraîneur
En février 2002, après deux semaines de stage au CTNFS de Clairefontaine, il est diplômé du brevet d'État d'éducateur sportif 2e degré (BEES 2).
Après son passage à l'ASOA Valence, Éric Assadourian devient l'entraîneur des jeunes de Brest avant de retourner dans le Nord et de s'occuper de l'équipe des moins de 18 ans de Lens.
L'apothéose de cette expérience dans le Pas-de-Calais arrive en 2009, avec un titre de champion de France des moins de 18 ans.
En 2011, il prend la tête de l'équipe réserve lensoise évoluant en CFA et avec laquelle il termine à la 7e place.
Il quitte le Racing Club de Lens au terme de cette saison, pour le Qatar et le club du Lekhwiya Sports Club, où il a une nouvelle fois la charge de l'équipe B et de l'académie des jeunes.
À l'été 2014, il retourne à Brest pour devenir directeur du centre de formation et s'occuper des moins de 19 ans.
En juin 2019, il devient le nouveau directeur du centre de formation du Stade rennais, poste qu’il quitte en décembre de la même année pour raisons personnelles.
En janvier 2020, il retrouve le RC Lens, cette fois en qualité de directeur de la formation.

## Clubs en tant qu'entraîneur
- 2007-2008 : -18 ans Stade brestois
- 2008-2012 : -18 ans RC Lens  France
- 2012-2014 : -18 ans/ équipe B Lekhwiya Sports Club
- 2014-2019 : -19 ans Brest

### Palmarès en tant qu'entraîneur
- Champion de France des moins de 18 ans en 2009 (équipe des moins de 18 ans du Racing Club de Lens)